# Port morski Rotterdam
Port Rotterdam (niderl. Haven van Rotterdam) – największy w Europie port morski położony nad Morzem Północnym, w delcie Renu-Mozy-Skaldy. Znajduje się w Rotterdamie, w prowincji Holandia Południowa, w Holandii. Powierzchnia portu wynosi 105 km² – co czyni Rotterdam jednym z największych portów na świecie, który może przyjmować największe jednostki oceaniczne. Port Rotterdam jest uniwersalnym portem handlowym, w którym przeładowuje się wszystkie rodzaje towarów. W 2008 roku całkowity przeładunek portu wynosił ponad 421 mln ton. Największy udział miał wyładunek ropy naftowej (23,76%), a także przeładunek 9,66 mln kontenerów o łącznej pojemności 16,07 mln TEU.
W 1957 r. przeładunki przekroczyły w Rotterdamie 75 mln ton, co stanowiło ponad 1/3 obrotów wszystkich ówczesnych portów morskich Belgii, Holandii i RFN. W latach 1962–1986 port szczycił się tytułem najbardziej ruchliwego portu na świecie, po tym okresie wyprzedziły go porty w Singapurze i Szanghaju.

## Położenie

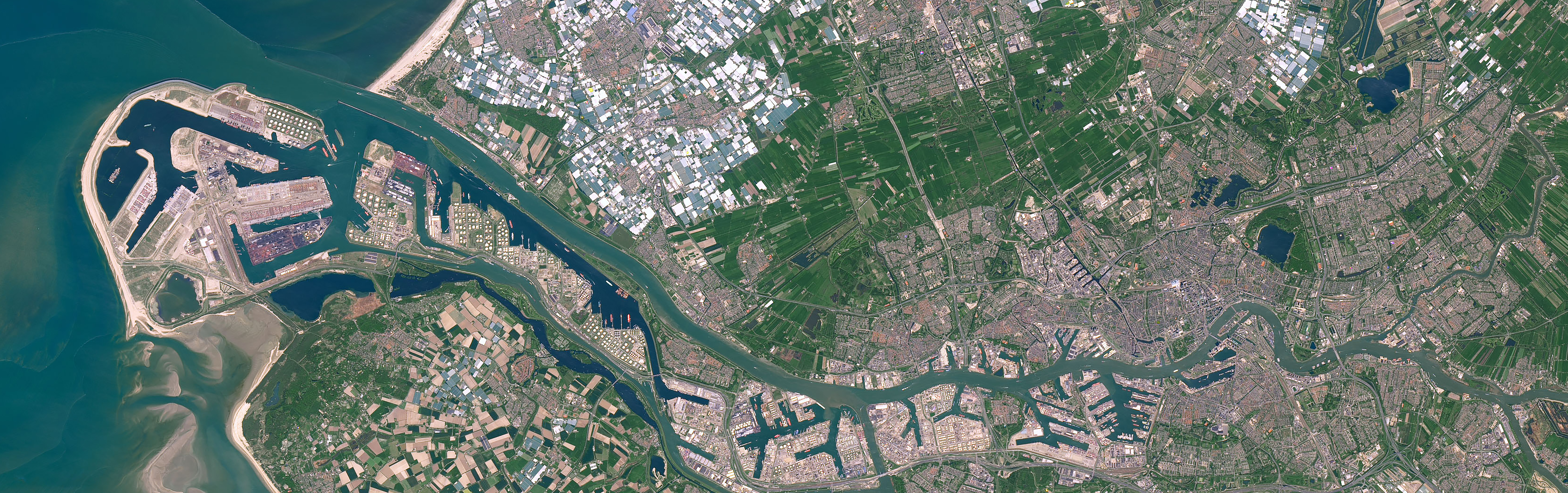
Zdjęcie portu z satelity

Zespół portowy jest położony w delcie Renu-Mozy-Skaldy i ciągnie się od centrum Rotterdamu pomiędzy kanałami i ramionami ujściowymi w kierunku zachodnim do Morza Północnego i Massvlakte, która jest najnowszą wybudowaną częścią portu w Rotterdamie.
Całkowita powierzchnia zespołu portowego wynosi 10 500 ha. Port rozciąga się wzdłuż kanału Nieuwe Waterweg na czterdziestokilometrowym odcinku od miasta Rotterdam do Maasvlakte.
Przez port przebiega kilka głównych torów wodnych. Port składa się z kilkunastu kanałów i kilkudziesięciu basenów portowych. Można wyróżnić następujące części portu: historyczny port w centrum Rotterdamu, Delfshaven, zespół Maashaven/Rijnhaven/Feijenoord, porty Nieuw-Mathenesse; Waalhaven; Vondelingenplaat; Eemhaven; Botlek; Europoort.

## Warunki nawigacyjne
Maksymalna głębokość w porcie wynosi 24 m. Port Rotterdam ma możliwość przyjęcia największych statków świata – w tym celu pogłębiono tor wodny Eurogeul do głębokości 23 m i wydłużono do 57 km.
Nabrzeże EECV w Rotterdamie o głębokości 24 m jest jednym z dwóch na świecie (obok Terminal Marítimo de Ponta da Madeira w Brazylii), gdzie może wpłynąć największy na świecie masowiec MS Berge Stahl, który przy pełnym załadunku ma zanurzenie 23 m. Jednak ze względu na to, że pod stępką zostaje tylko jeden metr, masowiec ten może wpływać do portu tylko w określonych porach wyznaczonych przez pływy.

## Działalność
| Grupy ładunków      | Obroty [tys. ton] | %      |
| ------------------- | ----------------- | ------ |
| Rudy                | 44 001            | 10,45% |
| Węgiel              | 28 553            | 6,78%  |
| Masy rolne          | 10 420            | 2,47%  |
| Inne suche masowce  | 11 961            | 2,84%  |
| Ropa naftowa        | 100 406           | 23,84% |
| Przetwory naftowe   | 58 576            | 13,91% |
| Inne ciekłe masowce | 35 021            | 8,32%  |
| Kontenery           | 106 999           | 25,41% |
| Ro-ro               | 17 331            | 4,12%  |
| Inne ładunki        | 7830              | 1,86%  |
| Razem (Σ)           | 421 098           | 100%   |

Logo używane przez władze portu

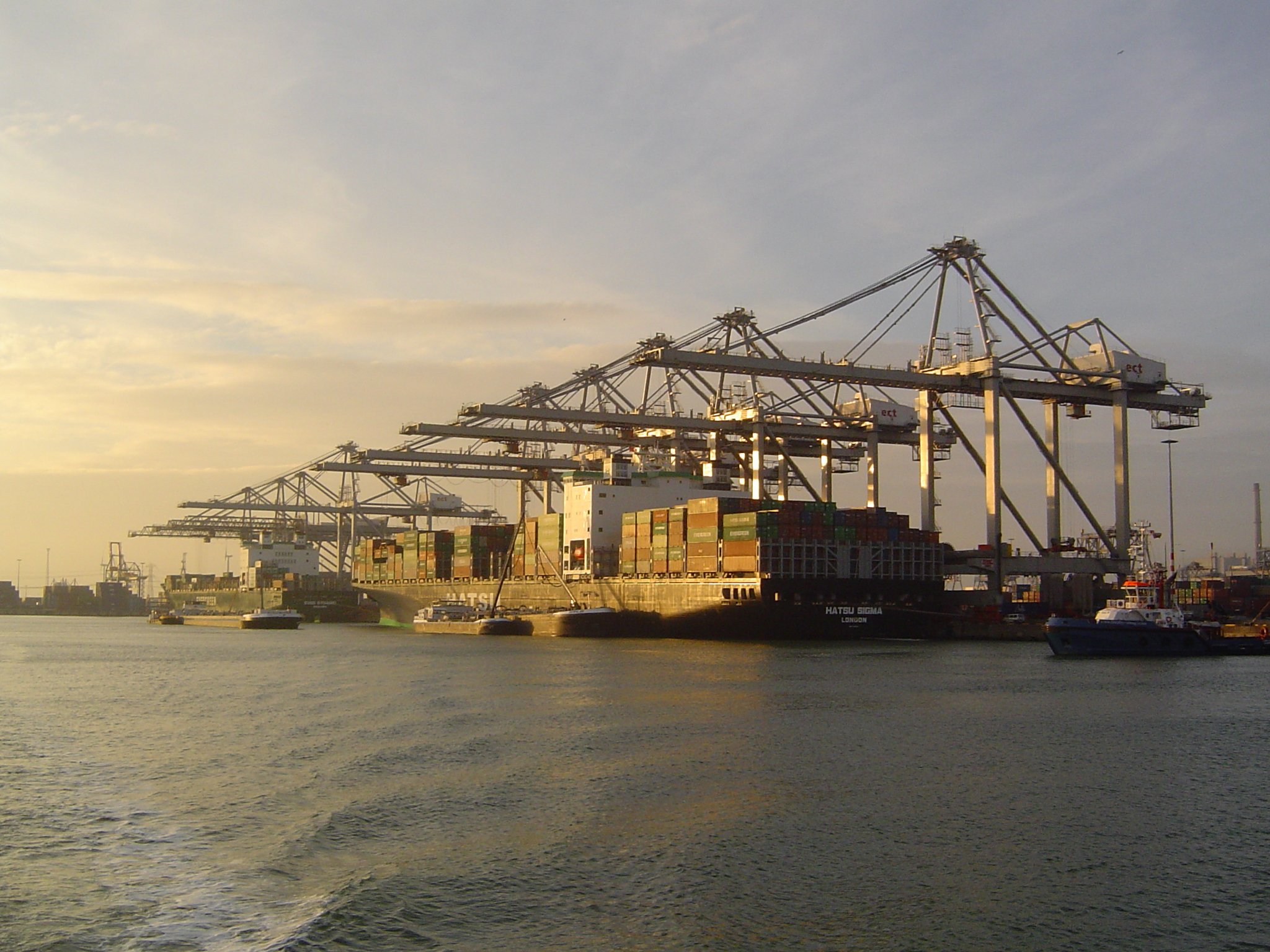
Amazonehaven

W porcie w Rotterdamie rozładowuje się, załadowuje się i rozprowadza wszystkie rodzaje ładunków z użyciem różnych rodzajów transportu. Port Rotterdam posiada infrastrukturę do przeładunku chemikaliów, rud metali, ładunków ciekłych i suchych, pojazdów, mrożonych ładunków, żywności i kontenerów. W porcie działają firmy specjalizujące się w przeładunkach określonych grup towarów.
Całkowite obroty ładunkowe portu w Rotterdamie w 2008 roku wynosiły 421.098 tys. ton, a przeładunek kontenerów wynosił 16.071.498 TEU.
Port wyładował 6.485.464 kontenerów, a załadował 3.174.167. W porcie załadowuje się prawie trzykrotnie więcej niż rozładowuje towarów – w 2008 roku załadowano 312.987 tys. ton, a rozładowano 108.111 tys. ton. Najwięcej, bo 100.068 tys. ton rozładowano ropy naftowej.
Port Rotterdam zajmuje się także przeładunkiem kontenerów ze statków oceanicznych na statki fiderowe, które płyną dalej do mniejszych portów europejskich. W 2009 r. przeładowano 1768 tys. kontenerów z/na fidery, a 4132 tys. kontenerów zostało przeładowanych na ląd i barki śródlądowe.
Port posiada stocznię Keppel Verolme, zajmującą się produkcją jednostek o nośności do 500.000 DWT, w trzech suchych dokach, z których największy ma wymiary 405 × 90 m. Stocznia produkuje także platformy wiertnicze, jednostki FPSO oraz inne duże konstrukcje pływające.
Drugą stocznią jest DSR Pernis, która zajmuje się konserwacją i naprawą jednostek o nośności do 160.000 DWT.
W 2008 roku port był wyposażony w 103 żurawie do przeładunku kontenerów, jako pierwszy port morski poza Azją.

## Komunikacja

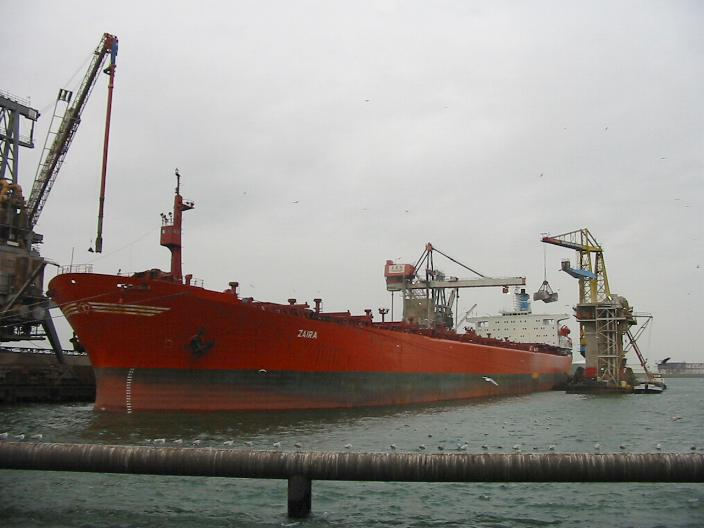
Przeładunek na barki z masowca Zaira

Port jest położony w estuarium rzek Ren i Moza, dzięki czemu możliwe jest wykorzystanie dróg śródlądowych do centrum Europy. W roku 2007 otwarto bezpośrednie połączenie kolejowe do Niemiec zwane Betuweroute, o długości 160 km. W 2009 roku z/na barki zostało przeładowanych 1371 tys. kontenerów. Statki fiderowe i mniejsze statki wodne łączą Rotterdam z 200 europejskimi portami. Port posiada bezpośrednie połączenie z głównymi obszarami przemysłowymi w północnej Europie. Biegnący z portu rurociąg jest wykorzystywany do przesyłu ropy naftowej, produktów naftowych i innych chemikaliów. Przez port przebiegają dwie autostrady (A4, A15), które łączą port z europejską siecią autostrad i dróg. W 2009 r. na pociągi towarowe zostało przeładowanych 452 tys. kontenerów, a 2309 tys. kontenerów było przeładowanych z/na samochody ciężarowe.